# Blackie

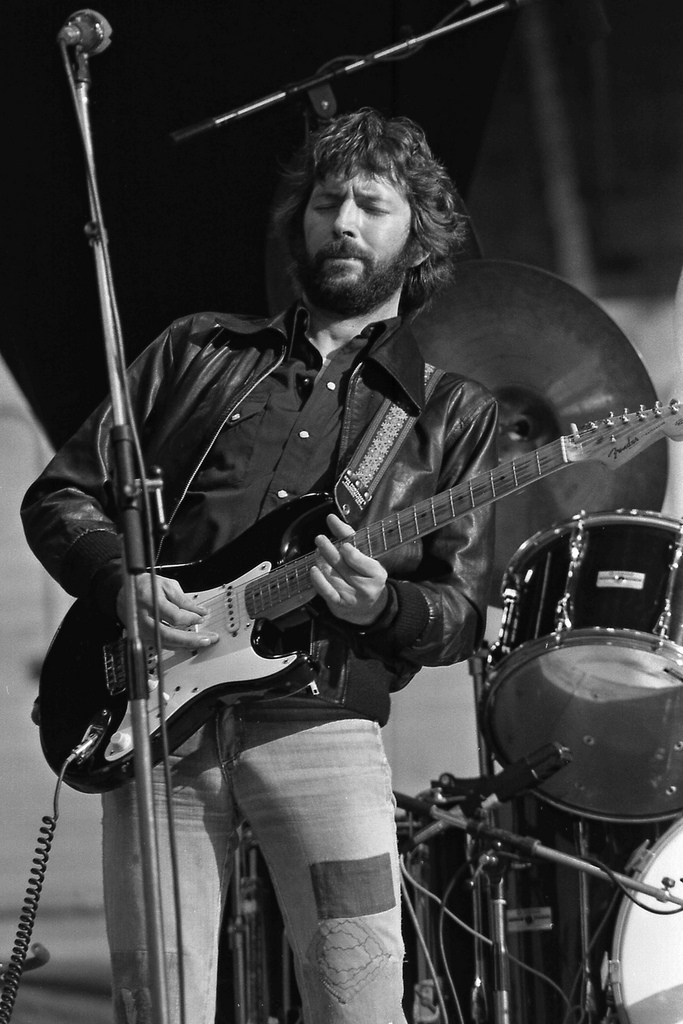
Clapton e "Blackie", 1978

Blackie foi a alcunha que Eric Clapton atribuiu à sua Fender Stratocaster favorita.
Em 1970, Eric Clapton, largamente devido à influência de Jimi Hendrix e de Steve Winwood, abandonou as guitarras Gibson em favor de modelos da Fender. A sua primeira guitarra, com alcunha "Brownie", devido ao seu acabamento sunburst, foi usada nos álbuns Eric Clapton e Layla and Other Assorted Love Songs.
A Blackie foi constituída a partir de três outras Fender Stratocaster de propriedade de Clapton, que aproveitou a melhor parte de cada uma das três para montar a Strato "perfeita".
Em 24 de junho de 2004, a Blackie original foi leiloada recentemente em favor da Crossroads (instituto de reabilitação e recuperação de dependes químicos criado por Eric Clapton) por aproximadamente US$ 959,500.